# ویکتوریا پلووا
ویکتوریا پلووا (انگلیسی: Victoria Pelova؛ زادهٔ ۳ ژوئن ۱۹۹۹) بازیکن فوتبال اهل پادشاهی هلند است.

وی همچنین در تیم‌های ملی فوتبال Netherlands women's national under-19 football team, Netherlands women's national under-20 football team، و زنان هلند بازی کرده‌است.